# قطعنامه ۴۸۹ شورای امنیت
قطعنامه ۴۸۹ شورای امنیت سازمان ملل متحد که در تاریخ ۰۸ جولای ۱۹۸۱ تصویب شد، سندی بین‌المللی دربارهٔ پذیرش اعضای جدید سازمان ملل متحد: وانواتو است. این قطعنامه طی نشست ۲٬۲۹۱ام با ۱۵ موافق، ۰ مخالف و ۰ ممتنع تصویب شد.